# جیسون ریچی
جیسون ریچی (انگلیسی: Jason Ricci؛ زادهٔ ۳ فوریهٔ ۱۹۷۴) موسیقی‌دان سبک بلوز و نوازندهٔ سازدهنی اهل ایالات متحده آمریکا است. وی از سال ۱۹۹۵ میلادی تاکنون مشغول فعالیت بوده‌است.